# Maunie (Illinois)
Maunie est un village situé à l'est du comté de White dans l'Illinois, aux États-Unis,. Il est incorporé le 3 septembre 1901.

## Démographie
Lors du recensement de 2010, le village comptait une population de 139 habitants. Elle est estimée, en 2016, à 137 habitants.

### Source de la traduction
- (en) Cet article est partiellement ou en totalité issu de l’article de Wikipédia en anglais intitulé « Maunie, Illinois » (voir la liste des auteurs).